# Wealthy

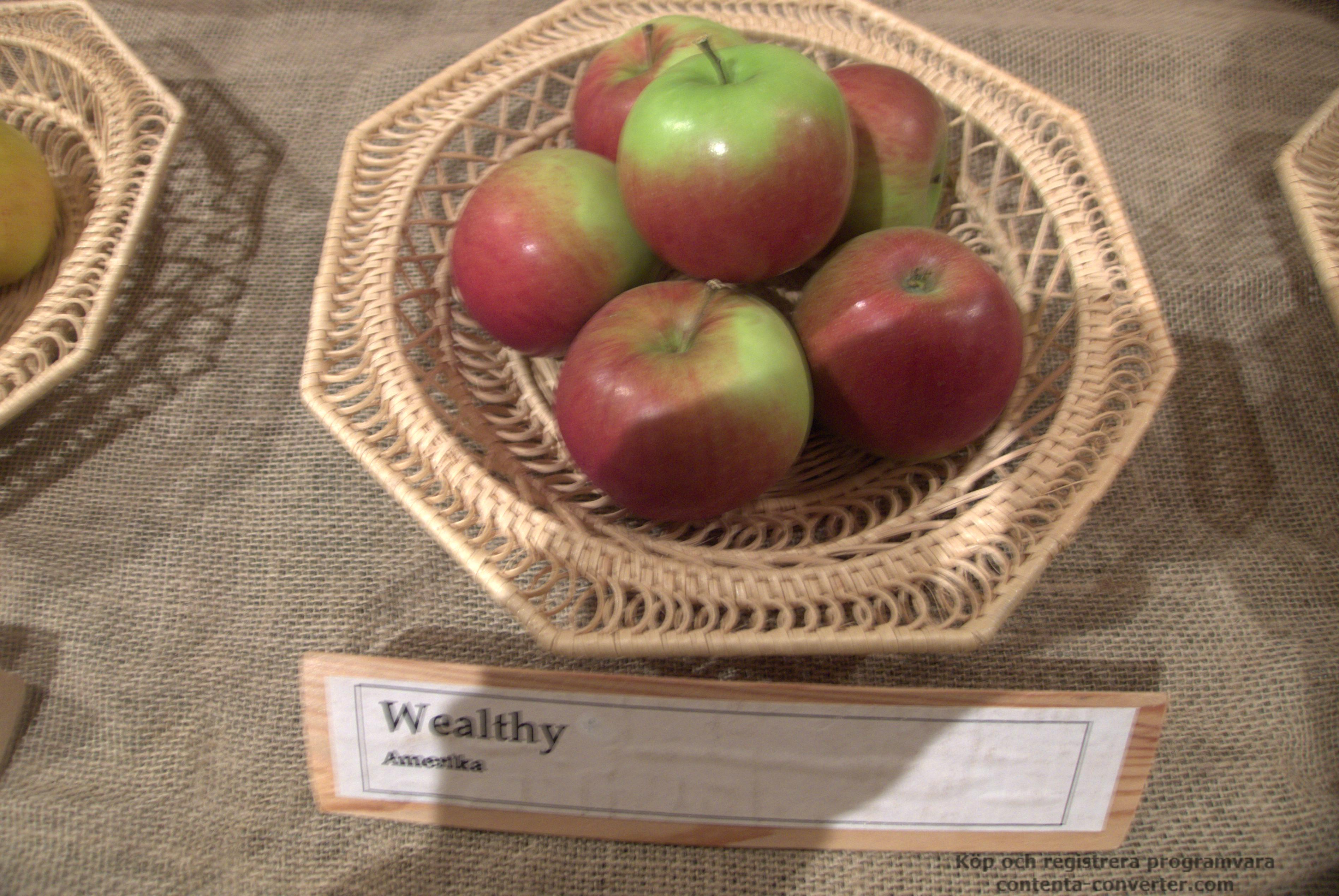
Wealthy

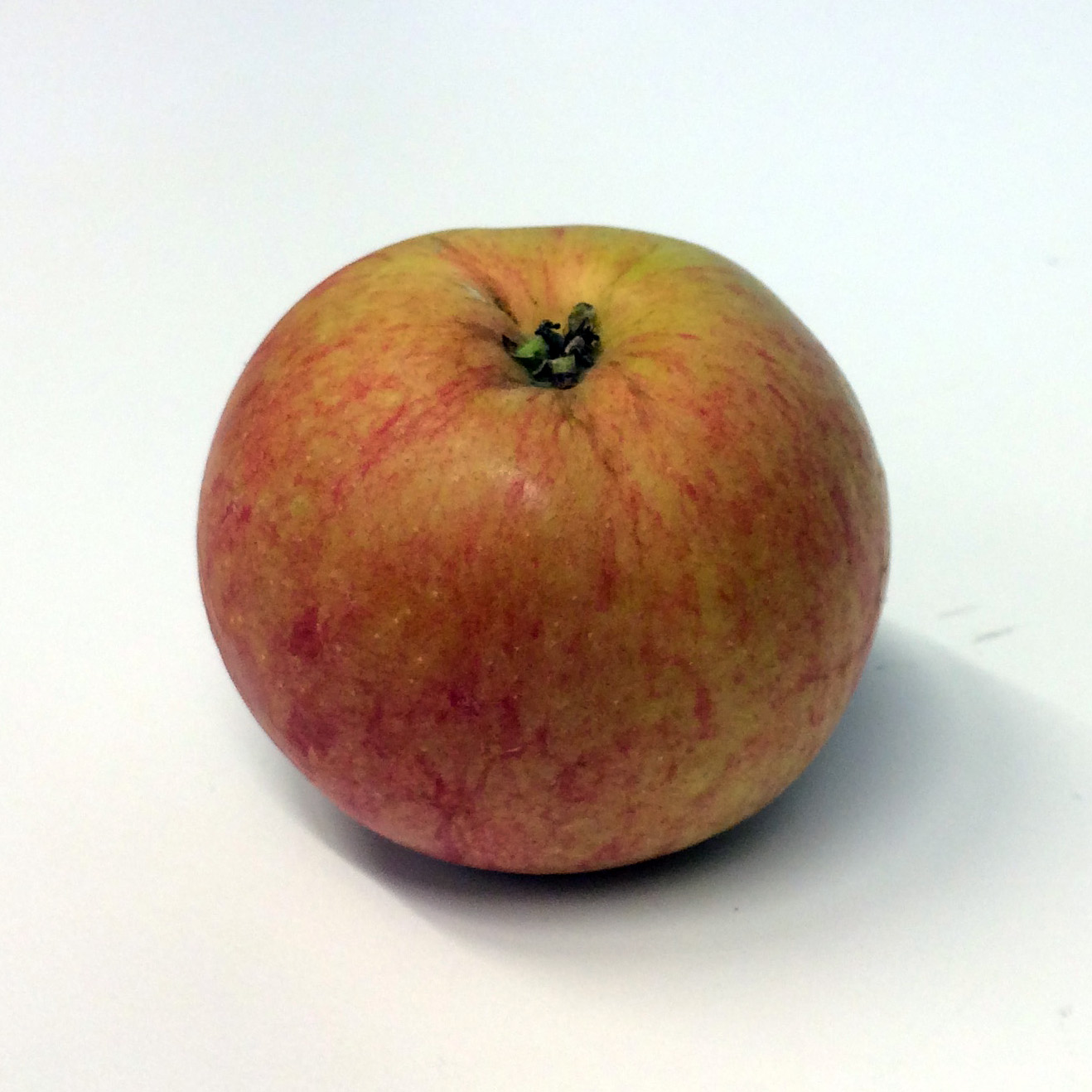
Wealthy

Wealthy je podzimní odrůda jabloní, velmi vhodná pro vyšší polohy, protože je relativně mrazuvzdorná ve dřevě i v květu a ani nemá zvláštní půdní nároky. Je cizosprašná. Odrůda je značně odolná chorobám a škůdcům.

## Historie
Odrůda Wealthy, byla vyšlechtěna jako semenáč odrůdy 'Cherry Crabapple', byla pěstována a množena od roku 1860. Podle některých zdrojů šlo o semenáče odrůdy 'Cherry Crab'.

## Vlastnosti

### Stanoviště
Odrůdu je možné pěstovat i ve vyšších polohách kolem 600 m n. m., v místech chráněných před studeným větrem. Půda stačí jakákoliv i mělčí průměrná, snese i chudší a kyselejší, stanoviště může být i vlhčí, nikoliv podmáčené.

### Růst

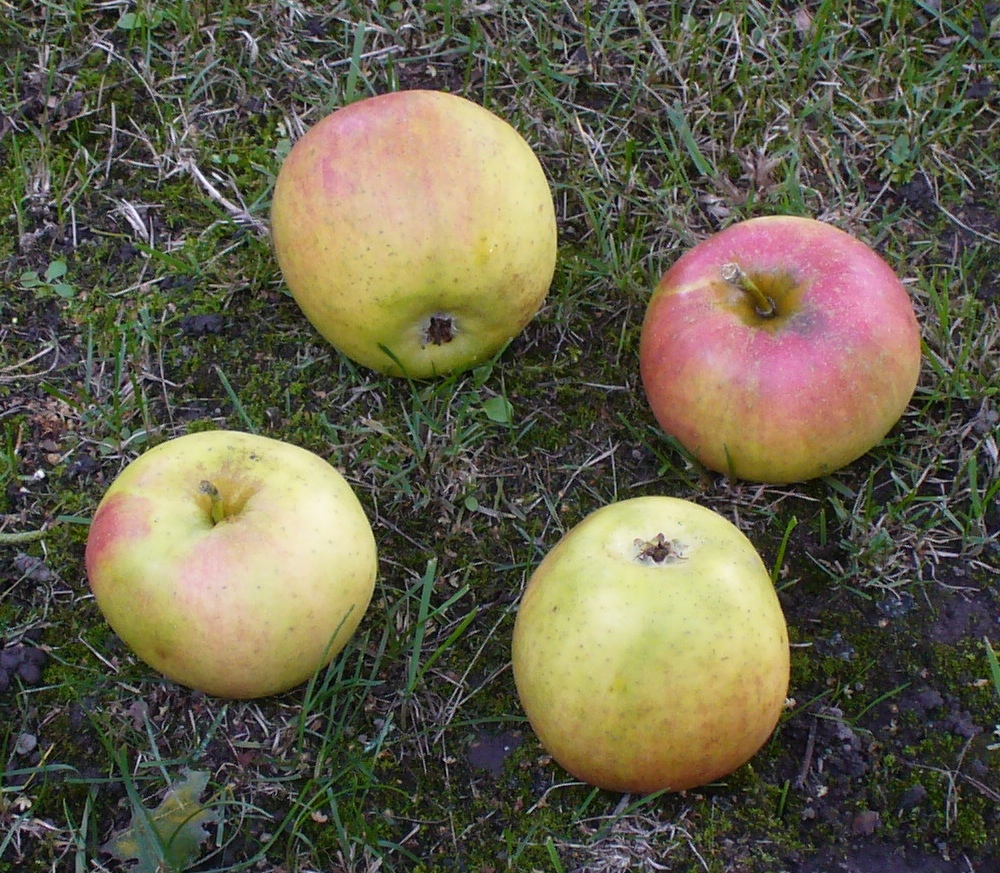
Plody jabloně odrůdy 'Wealthy'

Zpočátku roste bujněji, ale s nástupem plodnosti slabě až růst ustává. Odrůda tvoří zpočátku menší úzce pyramidální, později plošší koruny, postranní větve časem mírně převisají. Na podnože nemá zvláštní nároky, ale na málo vzrůstných se brzo vyrodí. Doporučeny jsou tvary polokmen, čtvrtkmen, zákrsek. Podle jiných zdrojů je nejvhodnější pásová výsadba čtvrtkmenů. Na velmi dobrých půdách lze odrůdu pěstovat v nižších tvarech, jako zákrsky, ale dřeviny brzy stárnou, zastavují růst a zkracuje se skladovatelnost plodů. Hodí se na bujně i na slabě rostoucí podnože. Odrůda plodí na krátkém plodném obrostu.
V plodnosti téměř neochabuje, tvoří mohutný strom. Stárne pomalu a na vhodném stanovišti dosahuje vysokého věku. Dřevo stromu je pevné a pružné, je schopné udržet i bohatší úrodu, vzdoruje větrům a bouřím.

#### Řez
V koruně se při průklestu vyřezávají ostře nasazené větve a později je doporučeno zmlazování hlubším řezem. Při tvarování mladého stromu lze zvětšovat ostrý úhel větví rozpěrkami. Korunka se zpočátku zapěstuje hlubším zkracováním, aby větve lépe obrůstaly plodonosným obrostem. Odrůda vyžaduje pravidelný řez.

### Opylování
Je cizosprašná, vhodní opylovači: Golden Delicious, James Grieve. Jonathan, Mclntosh, Ontario, neopyluje se odrůdou Matčino. Je dobrým opylovačem.

### Plodnost
Plodnost je střední až velká, zprvu pravidelná, ve stáří má sklon ke střídavé plodnosti. Nasazuje většinou po jednom až dvou plodech. Plodit začíná velmi brzy. Jen za přísušků vlivem nadúrody má drobné plody.

### Květ
Doporučují se společné výsadby s odrůdami Oldenburgovo, Průsvitné letní, Parména zlatá, Coxova reneta. Kvete v 2. období jabloňového květu. Strom kvete středně pozdě. Odolnost květů na nepříznivé vlivy je střední.

### Plod
Plod je středně veliký (průměrně 135 g), až menší, kulovitý až ploše kulovitý, pravidelný, oblý, bez žeber, tvarově velmi vyrovnaný. Slupka je hladká, lesklá, v době zralosti polomastná, tenká, pevná.  Výrazným znakem odrůdy je namodrale fialové ojínění slupky. Základní barva je zelenožlutá, později zlatově žlutá. Téměř celý plod je pokryt karmínově červeným zbarvením jako žíhání. Dužnina je nažloutlá, jemná a velmi šťavnatá. Chuť je sladce navinulá, s malinovým aromatem, velmi dobrá.

### Zralost
Sklízí se v druhé dekádě září. Sklizňovou zralost je nutné pečlivě určit, protože plody snadno před sklizní za větru opadávají (během 2–3 dnů). Ovoce je možné i nutné česat pro dopravu nedozrálé, chuť později dozrálého ovoce tím není dotčena. Konzumně dozrávají začátkem října a vydrží do Vánoc, později ztrácejí chuť. Jablka z vyšších poloh vydrží i do konce prosince.

## Choroby a škůdci
Je značně mrazuodolná. Proti rakovině způsobované houbou Nectria galligena jsou stromy velmi odolné. Je odolná padlí, méně odolává strupovitosti. Bývá napadána obalečem jablečným. Plody se snadno otlačují, hůře snáší dopravu. Plody před sklizní padají.

## Použití
Tato odrůda je vhodná do zahrádek ve vyšších polohách, kde nahrazuje odrůdu James Grieve, která zde často namrzá.
Plody zrají koncem září a jsou vhodné pro rychlou konzumaci. Plody jsou velmi šťavnaté a hodí se k výrobě moštů.